# Harpactea corticalis
Harpactea corticalis este o specie de păianjeni din genul Harpactea, familia Dysderidae. A fost descrisă pentru prima dată de Simon în anul 1882. Conform Catalogue of Life specia Harpactea corticalis nu are subspecii cunoscute.